# Eriko Sotarduga
Eriko Sotarduga Binsar Pahalatua Sitorus (sinh ngày 10 tháng 4 năm 1969) là một chính trị gia người Indonesia thuộc Đảng Dân chủ - Đấu tranh Indonesia (PDI-P), ông là đại biểu của Hội đồng Đại diện Nhân dân từ năm 2009, đại diện cho khu vực bầu cử Jakarta II.

## Đầu đời
Eriko Sotarduga sinh tại Medan, Bắc Sumatra vào ngày 10 tháng 4 năm 1969. Ông là người gốc Batak. Sau khi hoàn thành bậc trung học ở Medan, ông chuyển đến Jakarta rồi theo học tại Đại học Trisakti và đạt bằng cử nhân kỹ thuật cơ khí năm 1993.

## Sự nghiệp
Eriko là một doanh nhân kinh doanh đồn điền cọ dầu ở hai tỉnh Riau và Kalimantan, trạm xăng và xưởng sửa chữa ô tô. Ông gia nhập Đảng Dân chủ - Đấu tranh Indonesia (PDI-P) năm 1999 và trở thành người tổ chức phe cánh thanh niên Banteng Muda Indonesia thuộc đảng PDI-P. Đến năm 2010, ông chuyển sang đảng chính, giữ chức phó tổng thư ký vào năm 2010.
Ông được bầu vào Hội đồng Đại biểu Nhân dân đại diện cho khu vực bầu cử Jakarta II sau cuộc bầu cử năm 2009, nhận được 37.067 phiếu bầu. Khi tranh cử vào năm 2014, Eriko đã thành lập trại "Kampung Pemilu" phía trước nhà chủ tịch đảng Megawati Sukarnoputri ở Nam Jakarta, nơi đây cung cấp dịch vụ cắt tóc và sửa chữa xe máy miễn phí cho người dân địa phương. Ông điều hành các cơ sở tương tự tại sáu khu ở Jakarta. Ngoài ra, Eriko còn tài trợ cho hoạt động phun thuốc diệt muỗi. Eriko cho biết điều này cho phép ông gặp gỡ khoảng 1.000 người trong khu vực bầu cử trong ba giờ phun thuốc, lúc này mọi người sẽ ở bên ngoài. Ông tái đắc cử nhiệm kỳ thứ hai vào năm 2014, và nhiệm kỳ thứ ba vào năm 2019 với 104.468 phiếu bầu. Ông còn là người phát ngôn trong nhóm vận động tranh cử năm 2019 của Tổng thống Joko Widodo.
Ông là thành viên của ủy ban thứ năm, thứ sáu và thứ mười một trong cơ quan lập pháp. Là thành viên của ủy ban thứ mười một (bao gồm các tổ chức tài chính), Eriko đề xuất vào năm 2020 là Cơ quan Dịch vụ Tài chính sẽ giải thể và chuyển giao quyền hạn cho ngân hàng trung ương, dẫn chứng một số hợp đồng bảo hiểm và bê bối ngân hàng. Vào tháng 1 năm 2023, ông đề xuất Ngân hàng Rakyat Indonesia thuộc sở hữu của chính phủ mua lại toàn bộ các ngân hàng phát triển khu vực, với lý do cần phải cung cấp công nghệ cải tiến và tăng cường hoạt động tiền vốn của ngân hàng khu vực.

## Gia đình
Eriko là tín đồ Kitô hữu và kết hôn với Roslina T. Nainggolan. Họ có ba người con.